# Wojciech Staroźrebski Sobiejuski
Wojciech Staroźrebski Sobiejuski herbu Dołęga (ur. ok. 1517 roku – zm. 1 stycznia 1580 roku w Przemyślu) – kanonik płocki i włocławski, archidiakon dobrzyński i krakowski, sekretarz królewski, biskup chełmski; następnie przemyski.

## Życiorys
Urodzony ok. 1517 r. Studiował najpierw w Akademii Krakowskiej, a później w Bolonii i Padwie.
Po powrocie do Polski został sekretarzem Zygmunta I Starego i jego posłem w Rzymie. W dniu 6 listopada 1562 r. mianowany został biskupem chełmskim. Zadbał o stworzenie odpowiednich warunków bytowych kapituły, oddając jej w użytkowanie dawny pałac biskupi. Uporządkował statuty kapitulne. W 1572 r. przekazał wieczyście tejże kapitule wszelkie dochody i dobra należące do kościoła krasnostawskiego (biskupiego).
Był członkiem komisji do rewizji królewszczyzn na sejmie 1566 roku.
Był sygnatariuszem aktu unii lubelskiej 1569 roku.  Od 1572 r. przebywał też na dworze Anny Jagiellonki. Sprawował swój urząd przez 15 lat. Był uczestnikiem zjazdu w Łowiczu 23 lipca 1572 roku. W 1573 roku potwierdził elekcję Henryka III Walezego na króla Polski. Był uczestnikiem zjazdu w Stężycy w 1575 roku. W 1575 roku w czasie wolnej elekcji głosował na cesarza Maksymiliana II Habsburga.  W dniu 11 grudnia 1577 r. przeniesiony został na biskupstwo przemyskie, gdzie rządy objął w dniu 9 marca 1578 r.
Niektórzy historycy przypisują mu ponowne sprowadzenie Żydów do miast biskupich oraz udzielenie im zezwolenia na pędzenie wódki (m.in. w Skierbieszowie) i wybijanie wosku, za co w zamian mieli uiszczać odpowiednie opłaty wynoszące 20 grzywien rocznie.